# Charles Lyell
Charles Lyell (14. listopad 1797 Skotsko – 22. únor 1875 Londýn) byl skotský právník a geolog. Je považován za otce moderní geologie.

## Dětství a mládí
Pocházel ze šlechtické rodiny a byl nejstarší z deseti dětí. Jeho otec, který se jmenoval také Charles, byl botanikem a podporoval svého syna v zájmu o přírodní vědy.
Vystudoval na Exeter College v Oxfordu nejprve právo, ale na podnět Wiliama Bucklanda se věnoval také geologii. Po skončení studií se roku 1819 usadil v Londýně a začal pracovat jako právník. Roku 1822 publikoval svoji první práci On a Recent Formation of Freshwater Limestone in Forfarshire a o rok později se stal sekretářem Geologické společnosti.

## Začátky
Roku 1827 zanechal práva natrvalo a začal se věnovat na plno své práci geologa. Pomáhal především prosazovat myšlenky Jamese Huttona a spolu s ním se stal zakladatelem moderní geologie.
Jeho nejdůležitější práce byly v oblasti stratigrafie. Od roku 1828 cestoval po jihu Francie a navštívil také Ameriku, kde studoval tamější geologické poměry. Na základě výzkumu a pozorování položil základy stratigrafie třetihor, které rozdělil na pliocén, miocén a eocén. Postupně se tak prosadil názor na geologické stáří, který odporoval tvrzením Bible.
V mnohém také ovlivnil svého přítele Charlese Darwina.

## Práce
- Principles of Geology (1830–33)
- Elements of Geology (1837)
- Geological Evidences of the Antiquity of the Man

## Ocenění
- 1826 – člen Royal Society
- 1834 – Royal Medal Royal Society
- 1841 – člen American Academy of Arts and Sciences
- 1855 – čestný doktorát (Dr. jur. h. c.) university v Oxfordu
- 1855 – člen-korespondent Königlich-Preußische Akademie der Wissenschaften
- 1857 – člen akademie Leopoldina
- 1858 – Copleyho medaile
- 1863 – Pour le Mérite v oblasti vědy a umění[5]
- 1864 – povýšení do šlechtického stavu, (baronet)
- 1871 – člen-korespondent Ruské akademie věd v Petrohradě[6]

V roce 1852 objevil John William Dawson na proslulých útesech Joggins v Kanadě vyhynulý druh plazů, který pojmenoval Hylonomus lyelli. Druhový přívlastek lyelli zvolil na počest svého přítele.
V roce 1935 byl Lyellovým jménem pojmenován kráter na Měsíci Lyell, v roce 1973 pak stejnojmenný kráter na Marsu. Jeho jméno nese i ledovec na ostrově Jižní Georgie a hora Mount Lyell v Tasmánii.